# Jennie Gai
Jennie Gai (Lowell, 25 de febrero de 2001) es una deportista estadounidense que compite en bádminton. Ganó dos medallas de plata en los Juegos Panamericanos de 2023, en las pruebas individual y dobles mixto.

## Palmarés internacional
| Juegos Panamericanos | Juegos Panamericanos | Juegos Panamericanos | Juegos Panamericanos |
| Año                  | Lugar                | Medalla              | Prueba               |
| -------------------- | -------------------- | -------------------- | -------------------- |
| 2023                 | Santiago (Chile)     | Medalla de plata     | Individual           |
| 2023                 | Santiago (Chile)     | Medalla de plata     | Dobles mixto         |